# Seznam nemških raziskovalcev
Seznam nemških raziskovalcev.

## B
- Heinrich Barth
- Martin Behaim
- Emil Bessels

## D
- Ferdinand Deppe
- Erich von Drygalski

## E
- Johann Friedrich von Eschscholtz

## F
- Nikolaus Federmann
- Eduard Robert Flegel

## H
- Hanswilhelm Haefs (1935 - 2015)
- Theodor von Heuglin
- Frederick Hornemann
- Alexander von Humboldt

## J
- Fritz Jaeger
- Wilhelm Junker

## K
- Johann Karl Ehrenfried Kegel
- Ignaz Kögler

## L
- Gustav Karl Laube
- Albert von Le Coq

## M
- Teoberto Maler
- Carl Friedrich Philipp von Martius
- Eduard Mohr (1828-1876)

## N
- Gustav Nachtigal
- Georg Balthazar von Neumayer (1826-1909)
- Carsten Niebuhr

## O
- Adolf Overweg

## P
- Peter Simon Pallas
- Emin Pasha
- Julius von Payer (avstrijski)
- Carl Peters
- Didrik Pining
- Eduard Friedrich Poeppig
- Paul Pogge
- Hermann von Pückler-Muskau

## R
- Friedrich Gerhard Rohlfs (1831–1896)

## S
- Adam Schall
- Adolf Schlagintweit
- Hermann Schlagintweit
- Robert Schlagintweit
- Georg August Schweinfurth
- Ulrich Jasper Seetzen
- Georg Wilhelm Steller

## V
- Eduard Vogel

## W
- Alfred Lothar Wegener
- Karl Weyprecht (avstrijski)
- Maximilian zu Wied-Neuwied
- Ferdinand von Wrangel